# New York Warriors
New York Warriors is een videospel voor diverse platforms, waaronder de Commodore Amiga. Het spel werd uitgebracht in 1990.

## Platforms
| Jaar | Platform                        |
| ---- | ------------------------------- |
| 1990 | Amiga, Amstrad CPC, ZX Spectrum |
| 1991 | DOS                             |

## Ontvangst
| Beoordeeld door | Platform | Datum     | Score |
| --------------- | -------- | --------- | ----- |
| Amiga Joker     | Amiga    | juni 1990 | 79%   |